# جان جوزيف بنجامين كونستان
جان جوزيف بنجامين كونستان (المعروف أيضًا باسم بنجامين كونستان)، (بالفرنسية: Jean-Joseph Benjamin-Constant) من مواليد (10 يونيو 1845 - 26 مايو 1902)، رسام ونقّاش فرنسي أُشتُهِر برسوماته ولوحاته التي تنتمي إلى حركة الاستشراق.

## حياته
ولد بنجامين كونستان في باريس، ودرس في مدرسة الفنون الجميلة في تولوز، بجنوب فرنسا، حيث كان تلميذا لأليكساندر كابانيل. أثرت رحلته إلى المغرب في عام 1872 بقوة على تطوره الفني المبكر، وقادته إلى إنتاج لوحات رومانسية تندرج ضمن حركة الاستشراق. ومن بين أعماله البارزة في هذا المجال «آخر المتمردين»، العدالة في حرملك (كلتا اللوحتين موجودتان في معرض لوكسمبورغ)، «لي شيريفاس»، و«السجناء المغاربة»(موجودة في معرض بوردو). تحصلت لوحته «دخول محمد إلى القسطنطينية» على ميدالية في عام 1876.
بعد عام 1880، غير أسلوبه، وكرس كل وقته للزينة الجدارية وتصوير البورتريه. ومن الأمثلة البارزة على ذلك الصورة الجدارية الكبيرة على سقف أحد القاعات في قصر بلدية باريس، تحت عنوان «باريس تُجَمِّعُ العالم»، ولوحاته في السوربون، التي تمثل الأدب والعلوم وأكاديمية باريس، إضافة إلى رسمته في سقف المسرح الكوميدي الأوبرالي، في باريس. كان متميزا بكونه رسام بورتريه، وخاصة في إنجلترا، حيث كان الرسام المفضل لدى الطبقة الأرستقراطية. وقد مُنحت لوحته «إبني أندريه» (معرض لوكسمبورغ) ميدالية الشرف في صالون باريس في عام 1896.

## وفاته
توفي بنجامين كونستان في 26 مايو 1902 بباريس.